# سادیو کانوته
سادیو کانوته (انگلیسی: Sadio Kanouté؛ زادهٔ ۲۱ اکتبر ۱۹۹۶) بازیکن فوتبال اهل مالی است.
از باشگاه‌هایی که در آن بازی کرده است می‌توان به باشگاه ورزشی سیمبا و باشگاه فوتبال الاهلی بنغازی اشاره کرد.
وی همچنین در تیم ملی فوتبال مالی بازی کرده است.